# Мироново (Вытегорский район)
Мироново — деревня в Вытегорском районе Вологодской области.
Входит в состав Кемского сельского поселения, с точки зрения административно-территориального деления — в Кемский сельсовет.

## География
Расположена при впадении реки Шейручей в Кему, на трассе А119. Расстояние до районного центра Вытегры по автодороге — 108,2 км, до центра муниципального образования посёлка Мирный по прямой — 9 км. Ближайшие населённые пункты — Игнатово, Прокшино, Прячево.

## История
До упразднения уездно-губернского деления деревня Миронова входила в состав
Чернослободского общества Чернослободской волости Вытегорского уезда Олонецкой губернии.
Согласно административно-территориальному деление Вологодской области на 1940 год деревня Миронова входила в Чернослободский сельсовет Ковжинского района

## Население
| 2010 |
| ---- |
| 18   |

### Историческая численность населения
По переписи 2002 года население — 22 человека (14 мужчин, 8 женщин). Всё население — русские.

## Инфраструктура
Личное подсобное хозяйство с зоной сельскохозяйственного использования, индивидуальная застройка усадебного типа.